# Marius Holst
Marius Holst (* 1965 in Oslo) ist ein norwegischer Filmregisseur.
Er studierte an der London International Film School. 1995 gewann sein Film Ti kniver i hjertet (Zehn Messer ins Herz) den Blauen Engel bei der Berlinale. Sein Film Blodsbånd - Mirush und sein Vater gewann 2007 den Großen Preis beim Internationalen Filmfestival Mannheim-Heidelberg. 2011 erhielt King of Devil’s Island den Publikumspreis der Lübecker Nachrichten bei den Nordischen Filmtage Lübeck.

## Belege
1. ↑  
Der Große Preis von Mannheim-Heidelberg
geht an  Marius Holst aus  Norwegen für den Film Blodsbånd - Mirush und sein Vater:

„Die Direktheit dieses Films erweckte in der Jury eine Art von widerwilliger Bewunderung. Verstärkt wurde dieser Eindruck durch den einzigartigen Darsteller des Jungen, der als eine Art Todesengel und doch als Ausdruck des Lebens durch diesen Film geht.“ Homepage (Memento des Originals vom 2. November 2007 im Internet Archive)  Info: Der Archivlink wurde automatisch eingesetzt und noch nicht geprüft. Bitte prüfe Original- und Archivlink gemäß Anleitung und entferne dann diesen Hinweis. des Internationalen Filmfestivals Mannheim-Heidelberg

| Personendaten    | Personendaten              |
| ---------------- | -------------------------- |
| NAME             | Holst, Marius              |
| KURZBESCHREIBUNG | norwegischer Filmregisseur |
| GEBURTSDATUM     | 1965                       |
| GEBURTSORT       | Oslo                       |